# گلانولوپلاستی
گلانولوپلاستی (به انگلیسی: Glanuloplasty) یک نوع عمل جراحی پلاستیک است که بر روی گلانز انجام می‌شود. به شکل معمول عبارتند از اصلاح مشکل مادر زادی هیپوسپادیاس بر روی آلت تناسلی نر،  یا تلاش برای بازگرداندن کلیتوریس که توسط عمل غیر انسانی بریدن آلت زنانه (ختنه زنان) انجام شده است.